# Italienische Badmintonmeisterschaft 2015
Die Italienische Badmintonmeisterschaft 2015 fand vom 30. Januar bis zum 1. Februar 2015 in Mailand statt.

## Medaillengewinner
| Disziplin    | Gold                             | Silber                            | Bronze                       |
| ------------ | -------------------------------- | --------------------------------- | ---------------------------- |
| Herreneinzel | Rosario Maddaloni                | Giovanni Greco                    | Matteo Bellucci              |
| Herreneinzel | Rosario Maddaloni                | Giovanni Greco                    | Marco Mondavio               |
| Dameneinzel  | Jeanine Cicognini                | Claudia Gruber                    | Lisa Iversen                 |
| Dameneinzel  | Jeanine Cicognini                | Claudia Gruber                    | Hannah Strobl                |
| Herrendoppel | Giovanni Greco Rosario Maddaloni | Giacomo Battaglino Marco Mondavio | Markus Hofer Patrick Mattei  |
| Herrendoppel | Giovanni Greco Rosario Maddaloni | Giacomo Battaglino Marco Mondavio | Lukas Osele Kevin Strobl     |
| Damendoppel  | Monica Memoli Maria Luisa Mur    | Claudia Gruber Karin Maran        | Lisa Ortner Carmen Thanei    |
| Damendoppel  | Monica Memoli Maria Luisa Mur    | Claudia Gruber Karin Maran        | Hanna Innerhofer Hannah Mair |
| Mixed        | Pirmin Klotzner Karin Maran      | Kevin Strobl Marah Punter         | Kurt Salutt Maria Luisa Mur  |
| Mixed        | Pirmin Klotzner Karin Maran      | Kevin Strobl Marah Punter         | Luigi Izzo Monica Memoli     |